# Los Serrano
Los Serrano (abril 2003-juliol 2008) va ser una sèrie de televisió produïda per Globomedia i emesa originalment per la cadena espanyola Telecinco durant vuit temporades. Relata els embolics de la família Serrano, que viu a la Ronda de Santa Justa núm. 133, situat en el fictici barri de Santa Justa, a la Ribera del Manzanares, a Madrid. La família regenta la taverna Hermanos Serrano.
Des de la seva estrena, va ser un dels espais amb major audiència de la cadena, sent el programa més vist a Espanya el 2004 i mantenint de forma regular el lideratge d'audiència a la seva franja horària.
A més del suport del públic, la sèrie ha rebut premis també múltiples, entre els quals destaquen l'Ondas a la Millor sèrie espanyola, el Micròfon d'Or, el Fotogramas de Plata, el Premi Zàping o el de l'Acadèmia de la Televisió, entre d'altres.

## Argument
La sèrie arrenca amb el casament de Diego Serrano i Lucía Gómez. Diego és un vidu, pare de tres fills (Marcos, Guille i Curro) que regenta una taverna familiar amb el seu germà Santiago en el fictici barri de Santa Justa, Madrid. Lucia és professora, està divorciada i és mare de dues filles, Eva i Teté Capdevila, amb les que es traslladarà a viure de Barcelona a Madrid. Al llarg de la sèrie, els toscos Serrano hauran d'afrontar la convivència amb les dones, sorgint conflictes i noves relacions, tant a casa com en el Col·legi Garcilaso. Al costat d'ells, la família Martínez, formada per Fiti, mecànic amic de Diego, la seva dona Candela, directora del col·legi i millor amiga de Lucía, i el fill d'ambdós, Raúl, estret amic de Marcos.

### El final de la sèrie
A l'últim capítol, després d'uns lamentables esdeveniments (Curro ingressa en un reformatori, Teté i Guille escapen a Barcelona per viure una vida junts després del rebuig de Diego de la seva relació, etc.), Diego Serrano se sent acabat. Surt a passejar a la nit, i mentre passa per un pont, mira cap al cel i diu Ho he fet tot malament, Lucía... Tot... parlant amb la seva dona Lucía, que va morir temps enrere. Sense dir res més, Diego se suïcida tirant-se pel pont. Després d'això, la següent imatge és la de Diego tombat i una llum blanca l'envolta. Davant d'ell apareix Lucía, i Diego creu ser al cel i que s'ha retrobat amb la seva difunta dona. Tanmateix, resulta que Diego estava adormit i Lucía li diu que s'aixequi aviat que cal donar d'esmorzar els nens, ja que la nit de casaments havia estat genial, però tenien una família per mantenir. Diego s'aixeca del llit i baixa en la cuina, on estan esmorzant tots exactament igual que al primer capítol de la sèrie. La situació dona a entendre que tot el que ha passat en la sèrie no havia estat cap altra cosa que un somni d'en Diego, i no va passar en realitat.

## Personatges
La sèrie constava al principi per la família Serrano, propietària de la Taverna Serrano, i la família Martínez, que posseïa un taller i estava fortament vinculada al col·legi Garcilaso de la Vega.

### Els Serrano - Capdevila
- Diego Serrano Moreno (Antonio Resines): Taverner, de cinquanta anys, i aficionat al futbol, pare vidu de tres fills mascles. Obsessionat amb mantenir la pau en la família tant sí com no, i a vegades molt malpensada, veient coses on no n'hi ha, la qual cosa ell anomena la mirada bruta. Quan mor Lucia sofreix un desconcert i posteriorment tènia un dilema entre Celia i Ana elegint finalment Celia. A l'últim capítol decideix posar fi a la seva vida tirandose d'un pont, ja que ha fracassat amb la tasca de mantenir la família unida. Al caure es desperta i veu que tot ha estat un somni, ja que desperta l'endemà del seu casament amb Lucía i tota la família està unida com el principi de la sèrie.

- Marcos Serrano (Fran Perea): comença la sèrie amb 17 anys, és el davanter estrella de l'equip Santa Justa FC on juga amb el seu millor amic Raúl Martínez. És un romàntic empedreït, li encanta compondre cançons amb la seva guitarra, que va heretar de la seva mare, i va arribar a intentar ser fitxat pel mercat discogràfic. Enamorat de la seva germanastra Eva, després de molts problemes familiars i ser acusat pel seu pare d'incestuós, aconsegueixen formar una relació que després d'una infinitat d'alts i baixos, inclosa la convivència en Barcelona, gairebé culmina en casament, sent abandonada per ambdós en el moment del "Sí, vull". Actualment viu a Tolosa, on Eva estudia psicologia, i ambdós acaben de ser pares i torna, de tant en tant, a visitar la família.

- Guillermo "Guille" Serrano (Víctor Elías): és el segon germà, que va començar la sèrie amb 11 anys, el més vàndal i burleta i li encanta fer trastadas. En el col·legi és el líder de la colla, format per Boliche, Mustafá, Valdano, anteriorment Bruno, i posteriorment DVD. Es va enamorar profundament de la seva germanastra Teté, a la que inicialment odiava a mort i renegava de ser el seu germanastre, però després d'uns malentesos, ella decideix abandonar la relació. Després de la tornada de les seves vacances de 2007 en què va anar a visitar el seu germà a Tolosa, va conèixer a Sandrine, i es va escapar al Marroc amb ella, on vivien com a hippy. El seu pare el va portar de tornada a Santa Justa i posteriorment ella el va abandonar. Al final de la setena temporada confessa a Teté el seu amor repassant tota la seva relació mitjançant postit i on i quan es va enamorar d'ella, tornant amb ella. Ha demostrat una gran evolució, ja que ha madurat molt des de l'inici de la sèrie tant acadèmicament com el seu bon fer i la seva sensatesa. A la darrera temporada se'n va al llit amb Teté i se'n va de casa amb ella.

- Francisco "Curro" Serrano (Jorge Jurado): el benjamí de la família, narra i introdueix cada episodi des de la seva visió infantil. És un nen tímid, afectuós i sensible, que va començar la sèrie amb 8 anys. Al llarg de la sèrie s'ha anat enamorant de noies com Sara i Cris i fou el seu cosí Juan qui li va fer ressorgir aquesta faceta de nen bo.

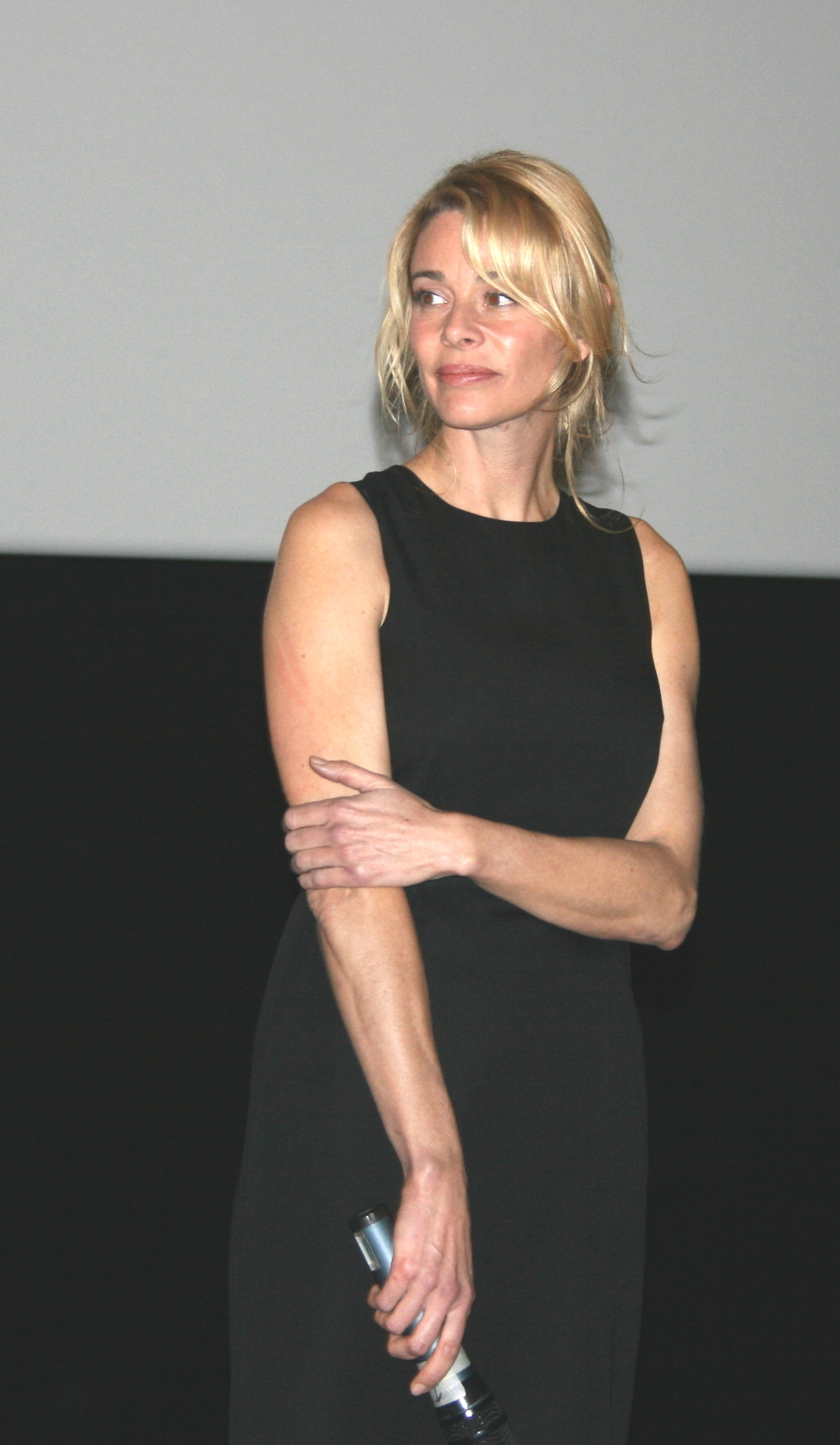
Belen Rueda

- Lucía Gómez Casado (Belén Rueda): professora de llengua espanyola, el seu primer amor va ser en Diego. Posteriorment es va traslladar a Barcelona i es va casar amb Sergi Capdevila, un empresari barceloní i junts van tenir dues filles. Disset anys després es van divorciar, i accidentalment va punxar una roda mentre conduïa camí de la casa de la seva mare, en Santa Justa, i la va ajudar Diego a reparar-la. Ambdós van decidir recuperar el temps perdut, i es van casar el 2003, mudant-se ella i les seves filles a la casa de Los Serrano però per alguna absurda raó no van pensar ni tan sols que els seus fills es coneguessin, anant-se a viure tots junts sense haver-se vist abans. És la més conciliadora de la casa, i molt pacient davant dels problemes i les paranoies d'en Diego. Mor inesperadament a la sèrie, després de tenir un accident de trànsit a la porta de l'hospital quan venia de visitar el fill nounat de Santi i Lourditas.

- Eva Capdevila Gómez (Verónica Sánchez): és la major de les filles de Lucía i té 17 anys a l'inici de la sèrie. Amant de la poesia i la literatura, no encaixa des d'un principi a la casa dels Serrano, ni a Madrid. Sortia amb Joan Manuel, un músic hippy però posteriorment el va deixar. Després d'això inicia una curta relació amb Raúl, i més endavant una de profunda i conflictiva relació amb el seu germanastre Marcos, ple d'alts i baixos i problemes familiars, que els porta a punt de l'altar. Posteriorment es trasllada a Barcelona primer, i després a Tolosa amb Marcos, on estudia psicologia.

- María Teresa "Teté" Capdevila Gómez (Natalia Sánchez): és la germana petita d'Eva, té 11 anys al principi de la sèrie. Va a classe amb en Guille, i la seva millor amiga és na Yolanda (Yoly). És bastant impetuosa, i atractiva fins i tot amb nois grans, sortint un temps amb en Richi, un delinqüent juvenil, i enamorant a Boliche. Va sortir una temporada amb el seu germanastre Guille, que va deixar per un malentès amb el seu amic DVD. Se'n va anar a viure amb el seu pare a Barcelona per la mort de la seva mare, però acaba tornant al barri. Torna disposada a recuperar el seu exxicot Guille, però aquest manté una nova relació amb Sandrine, la qual cosa posa gelós Teté. Al final de la setena temporada torna amb Guille al que li confessa el seu amor mitjançant una carta. En el quart episodi de la vuitena i útima temporada se'n va al llit amb Guille i se'n va de casa amb ell.

- Doña Carmen Casado (Julia Gutiérrez Caba): mare de Lucía i àvia de "tots", una dona vídua que ha trobat en la seva família un suport incondicional, ajudant i intervenint a la casa de la família. Encara que no comparteixi les idees i maneres de Diego i Santiago, sent un profund afecte cap a ells. Va mantenir una relació amb Francisco Serrano i algun curt enamorament de Santiago Serrano. Durant el seu període de casada, el seu marit mantenia relacions amb la criada que anomenava La meva Gitana.

- Francisco Serrano Moreno (Alfredo Landa, 2003): el primogènit dels fills de Pare, germà molt més gran que Santi i Diego. Va emigrar a Mèxic fa més de trenta anys, i no va tornar a tenir contacte amb la família. Després de la seva tornada a Espanya, intenta enganyar a la família, comptant-los increïbles històries sobre la seva etapa de matador de toros i com a home de negocis, enlluernant a tots menys Santiago, que sap que tot és mentida. Va tenir un fill, Dieguito, amb una vedette cubana. Enamora Carmen, amb la qual manté una relació amb ànim de lucre. Després de ser reprès per Santi i posteriorment perdonat, decideix tornar a Mèxic.

- Pepe: Gos que va pertànyer durant diverses temporades a la família, que va estar sota la cura de Curro normalment, i que és un més dins de la casa on protagonitza més d'un maldecap, com quan es pensen que s'ha empassat els anells del casament de Marcos i Eva.

- Elena (Lydia Bosch, 2008): és la germana de Lucía que, després del seu divorci, es trasllada a Santa Justa per iniciar una nova vida al costat dels seus fills Luna (Dafne Fernández) i Juan (Nacho Montes).

### Els Serrano-Salgado
- Santiago Serrano Moreno (Jesús Bonilla): és el germà més gran de Diego i soci de la taverna, a més de president del Santa Justa F.C. casat amb més de quaranta anys, regenta amb el seu germà la Taverna Serrano, idolatra el seu pare mort i el té com a model a seguir. És estret, malpensat, solitari i rondinaire, la seva major por és quedar-se sol en la vida. Es va casar amb Lourdes, la professora de religió del Col·legi Garcilaso, i després de molts problemes, deguts als mals hàbits alimentaris de Santi, van concebre un nen. Aquell mateix dia, Santi, després d'unes males inversions en borsa, va perdre el capital de la Taverna Serrano, que va ser comprada per Emilia, que va contractar Santi i Diego de cambrers. A l'últim capítol va néixer el seu segon fill, una nena.

- María Lourdes "Lourditas" Salgado Fernández (Goizalde Núñez): és l'ensopida professora de religió del col·legi, que després es casa amb Santiago. És molt bona amb els nens del col·legi que la prenen com a objecte constant de les seves malifetes. A causa de la seva religiositat i a la forta educació de la seva mare, és molt tímida amb els homes, i encara que des del principi de la sèrie va sortir diverses vegades amb Santiago, no van arribar a congeniar, i fins i tot gairebé es va arribar a ordenar monja després d'un desengany amb aquest. Actualment ha tingut un fill amb Santiago que han batejat amb el nom de Santiago, Santiaguín. A l'últim capítol va néixer el seu segon fill, una nena.

- Doña Adela Fernández (María Alfonsa Rosso, 2005-2007): és la vídua mare de Lourditas, és molt possessiva amb la seva filla i la va mantenir criada en una rígida moral, la qual cosa li va crear a Lourditas bastants problemes a l'hora de consumar el matrimoni. Odia el seu gendre Santiago, i és corresposta per aquest, i sofreixen topades cada vegada que es veuen.

- Santiago "Santiaguín" Serrano Salgado: és el fill de Santiago i Lourditas.

### Els Martínez
- Fructuoso Guillermo "Fiti" Martínez Carrasco-Lavín (Antonio Molero): és el millor amic de Diego i té la seva mateixa edat, mecànic de professió, i bastant arriscat, fantasiós i excèntric. Estava profundament enamorat de la seva dona, Candela. És d'origen murcià.

És un home de costums, i sol passar el dia prenent canyes i tapes a la Taverna Serrano, les quals mai no paga, i els dijous solia anar al Xinès a sopar amb la seva exdona, costum que manté amb el seu fill Raúl. Els seus millors amics són Santi i Diego. Els disbarats que surten del seu cap, li passen factura, i sempre sol lligar als seus amics en les seves sospites conjugals, o en els seus ambiciosos plans i delírios de grandesa, com quan es va creure ser familiar d'un marquès. Aquestes cavil·lacions l'han portat a innombrables baralles amb els seus amics i a la seva dona, de qui va estar separat en un parell d'ocasions i li han portat dues vegades a punt del suïcidi. Després de separar-se definitivament de Candela, va abandonar el pis de la família, es va instal·lar a casa dels Serrano i va vendre el taller per 100 milions de les antigues pessetes, que va invertir en borsa duplicant així el capital invertit. Va animar a Santi a jugar-se la taverna en borsa, mitjançant una empresa financera fantasma, fent-los caure a ell i a Diego en la fallida. Ell mateix es va arruïnar en comprar a Mèxic un hotel que estaven a punt de demolir, havent d'unir-se a la plantilla de cambrers de la nova direcció de la Taverna Serrano. Després de la seva separació, no va voler tornar a casa seva, de manera que Raúl i Fiti van viure prop d'un any a casa dels Serrano i dormien junts en el sofà-llit del saló. Ara ambdós viuen a casa de Choni i Jose Luis. Després de la recompra de la taverna, pels germans Serrano, troba una feina en un taller mecànic, i posteriorment decideix obrir un nou taller al costat del seu fill Raúl: Fiti and Son. A l'últim capítol es reconcilia amb Ana.

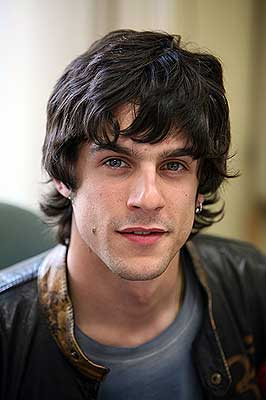
Alejo Sauras

- Raúl Martínez Blanco (Alejo Sauras): és el millor amic de Marcos, és un noi obsessionat amb les dones, i igual d'excèntric que el seu pare. És dolent en els estudis, i ha intentat des de jugar en el Reial Madrid CF, a ser baixista o model. Primer es va enamorar i va mantenir una fugaç relació amb Eva, i més endavant de la millor amiga d'aquesta, l'Àfrica. És més sensible del que aparenta, encara que és infidel per naturalesa, la seva debilitat per les dones li va ocasionar grans problemes amb l'Àfrica amb la que va tallar i es va reconciliar innombrables vegades. Ha tingut diverses feines en les quals mai no ha quallat, entre ells, en el Col·legi Garcilaso com a conserge, com a cobrador de morosos, o com a becari a l'oficina del taller on treballava el seu pare. Ha estat pare d'un nen anomenat Adrián, la mare del qual, després de sorprendre'l amb aquesta notícia i deixar el nen a la seva cura, se'l en va dur amb ella a EUA. Actualment regenta junt amb el seu pare el taller mecànic 'Fiti and Son' '. En l'últim capitulo reprèn la seva relació amb Africa.

- Candela Blanco Fernández (Nuria González, 2003-2006): és la dona de Fiti, mare de Raúl i la millor amiga de Lucía. És professora d'història, i després directora del Col·legi Garcilaso de la Vega, on els seus alumnes la coneixen com La Urraca. En la cinquena temporada se separa de Fiti, després de conèixer, en una convenció de professors, un mestre canari de Leganés, Julián, amb el qual se'n va anar a viure les Canàries, deixa Fiti i el seu fill Raúl.

- María Asunción "Choni" Martínez Carrasco (Pepa Aniorte, 2005-2008): és la germana de Fiti, que torna a Santa Justa per cuidar-se de Fiti, després de l'abandonament de Candela. Va dedicar la seva vida a ser cantant d'orquestra de casaments i revetlles, i té un accent marcat murcià. És de fàcil paraula, populera, enamoradissa i aficionada al pipermín. Es va instal·lar a casa dels Serrano, quan Diego i Lucía es van separar, enamorant-se de Diego (sense que ell ho volgués). Posteriorment va mantenir una relació amb José Luis, el germà de Lourditas, amb el qual es va acabar casant. Al final, treballa com a conserge del col·legi Garcilaso. A l'últim capítol es va reconciliar amb el seu marit després de la seva infidelitat amb Nacho.

- José Luis Salgado Fernández (Javier Gutiérrez): conegut també com a Chiquitín o Josico (tal com el crida Choni), és el germà "universitari" de Lourditas. És un estafador professional. Ve de Salamanca fugint dels seus creditors, i s'instal·la a Santa Justa després que Santi li saldés el deute, a condició de no fer sofrir més la seva germana. Després d'una relació sobresaltada amb Choni, es casa amb ella, i decideix asseure cap, dient que es va enrolar en un vaixell pesquer que pesca en el Cap d'Hornos, quan realment estava a la presó de Alhaurín, després de ser inculpat per una màfia d'un delicte que no va cometre, després de guanyar-los una timba de pòquer. Participa en la recompra de la Taverna Serrano, de la que és nou soci. A l'últim capítol es va reconciliar amb la seva dona després de la seva infidelitat amb Nacho.

- Fructuoso Martínez Lavín (José Luis López Vázquez): és el vidu pare de Fiti i de Choni, amb la qual no es parla. Va tenir una jove xicota alemanya anomenada 'Uta. Va viure a Benidorm, encara que després d'estafar als seus socis va haver de fugir a Amèrica. Li va demanar matrimoni a la seva difunta esposa cantant una jota murciana. Anteriorment, en El Conde du Mamarrach Fiti es refereix al seu pare com Victorià Martínez Lavín, el qual ja estava mort, en un error de guió.

- Andrés Blanco Fernández (Jorge Fernández 2003-2005): el sofisticat germà de Candela i Ana Blanco. Durant la primera temporada va ser director del Garcilaso, i president del Santa Justa FC. No es porta bé amb el seu cunyat, Fiti, que és totalment oposat a ell, encara que comparteixen l'afició per les motos.

- Adrián Martínez (Salvador Sánchez, 2007-2008): el fill secret de Raúl, té 5 anys producte d'una relació amb una amiga seva, María, el qual va aparèixer a la seva porta amb una carta de la seva mare, dient que no se'n podia fer càrrec, després d'un temps cuidant-se'l i un intent de quedar-se en la seva custòdia. María va tornar a la seva recerca i ambdós emigren als Estats Units.

### Docents del Colegio Garcilaso
- Fernando González: encara que conegut erròniament per Diego, Santi i Fiti com Fermín. És el psicòleg del col·legi i aconsella Diego en infinitat d'ocasions perquè pugui ajudar la seva família. És homosexual, Diego i Santi intenten tornar-li el favor, l'ajuden a sortir de l'armari i intenten que la seva anterior parella, Carlos, torni amb ell. Fernando va animar Diego a estudiar un curs de psicologia. Personatge interpretat per Ales Furundarena.

- Celia Montenegro (2007-2008): la professora d'anglès. Nascuda a Mèxic, i d'educació europea. És una jove dolça i refinada, i en el seu passat va ser una gran estrella de les telenovel·les mexicanes i està separada d'un escriptor de renom brasiler. Després de la seva arribada a Madrid i al Garcilaso, es converteix en gran amiga de Choni, i s'enamora de Diego. Personatge interpretat per Jaydy Michel.

- África Sanz (2004-2008): filla d'un policia, va ser la núvia formal de Raúl i la millor amiga d'Eva. Posteriorment, i ja cap al final de la sèrie, treballà en el col·legi Garcilaso com a professora de dansa. Ho va deixar amb en Raúl definitivament després que aquest descobrís la seva relació en secret amb Manu. Posteriorment queda embarassada de Gael, germà petit de Celia, però a l'últim capítol decideix quedar-se amb Raúl. Personatge interpretat per Alexandra Jiménez.

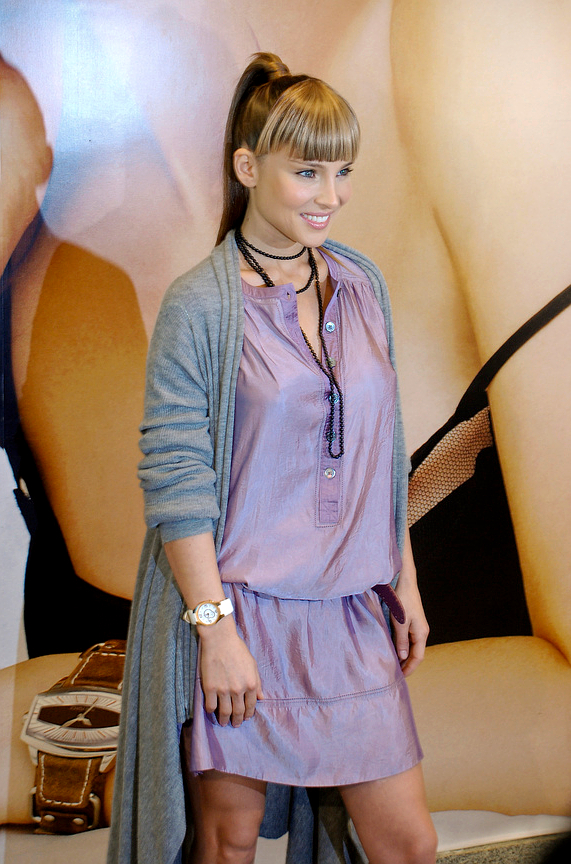
Elsa Pataky

- Raquel (Elsa Pataky 2003-2004): la maquíssima professora substituta de Lucía. Està separada i té un fill. Va mantenir durant una temporada una relació prohibida amb Marcos, que gairebé li costa el seu lloc.

- Ana Blanco Fernández (Natalia Verbeke, 2007-2008): és la germana petita de Candela i Andrés. Es va mudar als Estats Units amb 18 anys, però torna a Santa Justa per reflotar el centre escolar davant dels baixos resultats econòmics registrats recentment i introduir una nova metodologia de feina entre el professorat. Dins del col·legi té el mateix mal caràcter que Candela, encara que fora del col·legi és bastant amigable. A l'últim capítol es reconcilia amb Fiti.

- Gael Montenegro (2008): és germà de Celia i s'incorpora a l'última temporada com a professor de música del Col·legi Garcilaso. Manté una relació esporadica amb Àfrica, de la qual sorgeix un embaràs, i d'allà el seu enfrontament amb Raúl pel cor de la noia. Personatge interpretat per Michel Gurfi.

### Alumnes del Col·legi Garcilaso
- José María Bellido, "Boliche", (Andrés de la Cruz): l'inflat i obès mòrbid millor amic de Guille. És el fill del Fritangas, conegut personatge del barri, i està enamorat de Teté.

- David Borna, "DVD", (Adrián Rodríguez): més conegut com a DVD, és un noi aficionat a la informàtica, al break dance i al hip-hop. Forma al costat de Boliche, Teté i Guille el grup Santa Justa Klan (SJK). Está enamorat de Teté, qui en una ocasió el va utilitzar per donar gelosia a Guille.

- Matías Scobich, "Valdano" (Juan Luppi): argentí i un dels amics incondicionals de Guille. Es va enamorar de la seva professora, Lucía. En la 3a temporada va tornar al seu país, però en la 5a, tornà al Col·legi Garcilaso, partint de nou a l'Argentina a la temporada 7a.

- Yolanda "Yoli" Bellido (Sara López): és la millor amiga de Teté i la germana de Boliche. Igual com el seu germà, obesa, i a més usa ulleres, motiu pel qual està acomplexada. És una noia idealista que busca el seu primer amor; està enamorada de Valdano. Té molt bones notes i és objectiu de les mofes de Guille i els seus amics.

- Helena Rivera (María Bonet 2005-2006): va conèixer a Raúl en una festa, i va mantenir amb ell una fugaç relació. Raúl es va emportar una sorpresa majúscula quan Helena es va convertir en la nova estudiant de la classe i es va fer 'íntima' de l'Àfrica, la seva núvia oficial en el moment. El pare d'Helena és un representant de futbolistes.

- Álex Chacón (Álex Barahona 2004-2006): és un ligue d'Eva, que després de moltes picabaralles es va unir a la colla, i es va matricular en el Garcilaso per ser més a prop d'Eva, malgrat viure en l'altre extrem de la ciutat. Li diven el bomber a causa de la seva vocació, que exerceix a la següent temporada. Va abandonar la sèrie junt amb Helena, en prendre's un any sabàtic al voltant del món.

- Octavio "Chucky" Salas (Jimmy Barnatán, 2003-2007): és amic de Marcs i Raúl. És el més 'maquinador' dels tres, i solia col·laborar en els plans de Raúl. Al final, està fora de Santa Justa.

- Susana "Su" (María Hervás, 2007): la filla d'Emilia, la propietària temporal de la Taverna Serrano. Criada a Milà, Itàlia, té fama de problemàtica, ha repetit dues vegades el mateix curs, i és a la classe de Guille. Va sofrir grans problemes d'adaptació, que Raúl el va animar a superar, convertint-se en la seva nova millor amiga.

- Mustafá Rasit (Daniel Esparza, 2003-2004): amic de Guille, és fill de pares marroquins que regenten un local de kebab i els seus pares no parlen espanyol. Només fou present a la 1r i 2n temporada.

- Humberto (Christian Criado, 2004-2005): antic xicot de Teté, que mantenia alhora una relació amb Lorena i per això el va acabar deixant.

- Richy (Carlos Rodríguez, 2003-2004): un delinqüent juvenil, rival de Guille, que va sortir amb Teté un temps. Al final se'n va anar al seu poble i ja no ha tornat més.

- Díez: és un tímid xaval amb ulleres, objecte de totes les bromes de Guille.

- Lorena (Marie Anne Favreu, 2004-2006): ha estat xicota de Guille i d'Humberto. Té fama de noia fàcil.

- Bruno (Iñaki Zalduegui, 2004): amic de Guille que va intentar diverses vegades sortir amb Teté.

- Sara (Jennifer Manzano, 2003-2005): la xicota de Curro al col·legi.

- Rober Jr.: el fill de El Rober, company de Curro al col·legi.

- Luna Gómez (Dafne Fernández): Filla d'Helena i neboda de la difunta Lucia, apareix a l'última temporada de la sèrie. És una excel·lent ballarina i acaba unint-se al grup de Guille malgrat les seves diferències inicials amb la seva cosina Teté.

- Juan Gómez "Sevilla" (Nacho Montes, 2008): Germà de Luna, apareix al costat d'ella a l'última temporada. És un nen entremaliat, que té controlada la seva mare amb les seves mentides, que acaba portant a Curro pel mal camí.

### Personatges de la Taverna Serrano
- Paquillo (Manolo Caro 2003-2004): també conegut com a Quillo va ser el cambrer inicial de la sèrie. És d'origen andalús, i molt descarat, especialment amb les dones. Va deixar la taverna després d'oferir-li el Rober un lloc a la seva empresa.

- Grogui (Pablo Jiménez, 2005-2006): després de la partida de Paquillo, entrà a treballar a la taverna. És un exboxejador, realment lent mentalment, encara que de vegades deixa entreveure que no és tan ximple. És manipulat constantment pels germans Serrano, especialment per Santiago. Després del tancament de la taverna, deixa de sortir a la sèrie.

- El Rober (Mariano Penya, 2003-2005): un altre amic de Fiti i Santi. Es caracteritza per parlar confonent la /c/ i la /s/ i afegeix plurals on no n'hi ha. Les poques vegades que ha sortit, només ha duit problemes als Serrano, arruïna a Santi, després d'uns negocis amb unes terres, i contracta Paquillo, per a la seva empresa.

- Emilia Uarte (Pilar Castro 2004-2007): torna al barri Santa Justa des de Milà, després de separar-se del seu marit. Compra la Taverna Serrano després de la seva fallida, deixant de cambrers, els seus antics amos. Després de la mort de Lucía, li revèn la taverna als germans Serrano. Va mantenir una relació en tensió amb Fiti.

- El Fritangas: el pare de Boliche i Yoly, que té una gran rivalitat amb els germans Serrano.

### Personatges passats recurrents
- Amancio "Pare" Serrano (Representat també per Jesús Bonilla): és el pare de Diego i Santi i fundador de la Taverna Serrano. Originari de la Alcarria, on tenia una taverna, es trasllada a Madrid per fundar la Taverna Serrano amb els seus fills. Té una gran semblança física amb Santiago, del que va heretar seus caràcter cascarrabias i intransigent. El seu retrat presideix la Taverna Serrano.

- Francisca "Madre" Moreno (Goizalde Nuñez): és la mare morta dels germans Serrano. Tenia preferència per Diego, davant dels altres. Segons relata al seu diari, va tenir una relació extramarital amb l'Aceituno Pablo Prieto, un olivaire de l'Alcarria, abans que Diego naixés, pel que Diego temia que era el seu autèntic pare biològic. Té una gran semblança física amb Lourditas.

- Fausto: el porc pel que Santiago, quan era nen, tenia molt afecte a l'estil més pur de rosebud en Ciutadà Kane, i Pare fa un tracte amb l'Aceituno en el qual el canvia per una bici per a Diego. El seu pare el va fer creure que l'havia deixat anar i vivia feliçment a la Devesa. Es va criar com un germà més i sol sortir a les fotos familiars.

### Personatges menors
- Benito: pare de Marta, difunta esposa de Diego, va macular el llit matrimonial amb La pollastrera, cosa que no li va agradar a la seva esposa i es va mudar uns dies a viure a casa de Los Serrano.

- Sagrario (Silvia Casanova, 2004-2005): mare de Marta i esposa de Benito, després de les seves banyes es va mudar a viure a casa dels Serrano, però després es va reconciliar amb Benito, gràcies a la intervenció de Carmen.

- Tía Enriqueta Moreno (Teresa Lozano, 2007): tia de Santi i Diego que viu al poble, és germana de Francisa "Mare", i coneix la seva relació amb l'Aceituno. En un altre capítol diu tots els seus germans: Eulalia, Avelino i Antonio.

- Diego "Dieguito" Serrano (Óscar Casas, 2006-2007): és el presumpte fill cubà de Francisco fruit d'una relació espontània. És un jove de color i de dos metres d'alçària. Es va criar en una granja, i va conèixer el seu pare en el funeral d'aquesta, comptant-li que va ser un matador de toros de renom a Espanya, el que el va animar a viatjar de Cuba a Espanya per conèixer la seva família i convertir-se en torero. Després d'una trampeja il·legal, sofreix una capea, en la que intervé la Guàrdia Civil, el manen deportar, per això Diego s'ofereix a casar-se amb ell i que li donin la nacionalitat encara arriesgant-se que li acusin d'incest, davant d'aquest assumpte, decideix tornar a Cuba, deixant una nota.

- Sergi Capdevila (Helio Pedregal, 2003-2005): és l'exmarit de Lucía i pare de les nenes. És un reeixit empresari barceloní molt acabalat, que es va oposar que les seves filles es traslladessin a Madrid, i de temps en temps els oferia beques i millors possibilitats perquè tornessin amb ell. Va sofrir un càncer que va anar a tractar a Houston amb Lucía com a acompanyant.

- Ruth Castell Capdevila (Leticia Dolera, 2005): filla de Carma, germana de Sergi, que va viure a casa dels Serrano una temporada, és la liberal cosina d'Eva i que va mantenir una relació amb Alex.

- Chloé Serrano Capdevila: Filla de Marcos i Eva.

- Manuel "Manu" (Pablo Galán, 2007): fill de Nuria, germana de Sergi, i cosí de les Capdevila, barceloní que ve a Madrid a la recerca d'un "canvi d'aires". És un estudiant de INEF, esportista i amb gran èxit entre les noies. El seu oncle Diego li posa el sobrenom de Espartaco i li retreu constantment que es passegi sense samarreta per la casa, a causa que hi ha moltes hormones voletejant per la casa en al·lusió a Teté. Troba feina com a professor d'activitats extraescolars a l'Institut Garcilaso i en el seu temps lliure, practica ciclisme. Encara que primer va enamorar la seva cosina Teté, va mantenir una relació amb l'Àfrica durant més de sis mesos. És bastant cregut el que causarà amargor a Teté.

- Tinín Martínez (Iván Masagué): (fill de "Choni" i nebot de "Fiti", el cual deixa d'existir per un error de guió, ja que quan s'incorpora "Choni" a la sèrie, no té cap fill) El primer Martínez amb estudis, és un jóven estudiant de veterinària que va sedar a Santi en l'episodi La culpa es yo.

- Mariví Fernández de la Era (María Luisa Merlo): mare de Candela, Andrés i Ana, arribà a Santa Justa perquè la seva filla li demanés diners al seu oncle Eusebio, germà del marit de Mariví, que es diu Andrés Blanco.

- Nacho (Pablo Puyol, 2008) un atractiu jove que sedueix a Choni.

#### Cameos
La sèrie va comptar també amb la intervenció ocasional d'alguns artistes famosos com a estrelles convidades. Raquel del Rosario, cantant d'El Sueño de Morfeo, va aparèixer en alguns episodis interpretant Rachel, una núvia de Marcos. Esther Arroyo va interpretar a dos capítols a Miriam, cap de la franquícia de tallers en els quals treballa Fiti que va seduir a Raul. Ángeles Muñoz, cantant de Camela, va interpretar una filla no reconeguda de Don Fructuoso. Carolina Cerezuela va interpretar a Candy Love, actriu de cinema pornogràfic que va tenir una fugaç relació amb Fiti. José Coronado va interpretar a Luis Sanz, el seu personatge de Periodistas i Tito Valverde al Comissari Castella de El comisario, ambdues sèries emeses també per Telecinco. Altres cameos van ser protagonitzats per personatges populars interpretant-se a ells mateixos, com els cantants Miguel Ríos i Ramoncín, esportistes com Feliciano López, models com Eva González i rostres de la mateixa cadena com Ana Rosa Quintana, Antonio Lobato i Risto Mejide.

## Episodis i audiències
Al llarg de les seves vuit temporades la sèrie va aconseguir mantenir-se de forma regular com a líder d'audiència en la seva franja horària. En total, la sèrie promitjà 5.060.000 espectadors i un 28,9% de cuota de pantalla al llarg dels seus 147 episodis. Fou el programa més vist de l'any 2004, amb una audiència mitjana de 6.891.000 espectadors i 38,8% de share.
L'episodi més vist de la seva història fou el número 32 (Los puentes de Burundi), emès l'1 d'abril de 2004, amb una mitjana de 8.191.000 telespectadors i 43,3% de share. El capítol amb major quota de pantalla fou el número 31 (El otro lado de la acera) emès el 25 de març de 2004 que enregistrà un 44,5% de share (8.175.000 espectadors).

### Evolució de les audiències
Audiències mitjanes de cada temporada, segons els registres de TN Sofres.
| Temporada    | Audiencia             | Share |
| ------------ | --------------------- | ----- |
| 1ª Temporada | 4.840.000 espectadors | 31,2% |
| 2ª Temporada | 6.469.000 espectadors | 38,8% |
| 3ª Temporada | 6.891.000 espectadors | 37,8% |
| 4ª Temporada | 5.685.000 espectadors | 30,8% |
| 5ª Temporada | 4.561.000 espectadors | 26,1% |
| 6ª Temporada | 4.260.000 espectadors | 23,8% |
| 7ª Temporada | 3.404.000 espectadors | 19,5% |
| 8ª Temporada | 3.398.000 espectadors | 21,7% |

## Productes derivats de la sèrie

### Música
El fenomen mediàtic de la sèrie va llançar al món de la música a un dels seus protagonistes Fran Perea, qui canta la sintonia de capçalera, 1 más 1 són 7, que després va gravar per a la discogràfica Dro com seu primer single. El grup El Sueño de Morfeo també es va donar a conèixer en la sèrie, a través del paper del seu vocalista Raquel del Rosario.
Després d'abandonar Fran Perea la sèrie, el 2005, es va crear el grup juvenil Santa Justa Klan (SJK), format pels personatges de Boliche, DVD, Guille i Teté (interpretats per Adrián Rodríguez, Andrés de la Cruz, Víctor Elías i Natalia Sánchez). Van editar dos discs.

### Revista SJK
Arran de l'èxit del grup musical SJK, el febrer de 2006 Panini va llançar al mercat la revista mensual 'SJK', destinada al públic juvenil.

## A l'estranger
A cinc països (Itàlia, Portugal, la República Txeca, Turquia i Grècia), s'hi han realitzat versions pròpies, amb guions adaptats a la seva realitat i actors i directors autòctons. I a uns altres catorze: Rússia, Romania, Mèxic, Xile, França, l'Uruguai, Finlàndia, Montenegro, Eslovènia, Sèrbia, Croàcia, Macedònia del Nord, Bòsnia i Kosovo, s'emet la versió espanyola, doblada o subtitulada.